# Checoslováquia nos Jogos Olímpicos de Verão de 1920
A Checoslováquia nos Jogos Olímpicos de Verão de 1920 em Antuérpia, na Bélgica participou representada por 119 atletas, sendo 118 homens e apenas 1 mulher. Essa foi a primeira aparição do país nos Jogos Olímpicos após a fundação da república em 1918, antes disso a região participou como Boêmia entre os jogos de 1900 a 1912.
Os atletas nacionais disputaram 53 modalidades diferentes de treze esportes e conquistaram um total de duas medalhas de bronze, terminando em 21º lugar no quadro geral de medalhas da competição.

## Medalhistas

### Bronze
- Equipe nacional de Hóquei no gelo — Hóquei no gelo;
- Milada Skrbkova e Ladislav Zemla — Tênis, duplas mistas.